# Veľký Horeš
Veľký Horeš este o comună slovacă, aflată în districtul Trebišov din regiunea Košice. Localitatea se află la altitudinea de 99 m deasupra n.m., se întinde pe o suprafață de 18,24 km2 și în 2017 număra 1.062 de locuitori.

## Istoric
Localitatea Veľký Horeš este atestată documentar din 1214.

## Demografie
| An:                | 1994 | 2004   | 2014   | 2024   |
| ------------------ | ---- | ------ | ------ | ------ |
| Număr de persoane: | 927  | 960    | 1053   | 1014   |
| Diferență:         |      | +3,55% | +9,68% | −3,70% |

| An:                | 2023 | 2024   |
| ------------------ | ---- | ------ |
| Număr de persoane: | 1004 | 1014   |
| Diferență:         |      | +0,99% |